# Vickers-Armstrongs
Vickers-Armstrongs Limited foi um conglomerado de empresas de engenharia britânica formada pela fusão dos ativos da Vickers Limited e Armstrong Whitworth em 1927. A  empresa foi nacionalizada entre as décadas de 1960 e 1970 e deixou de existir em 1977, quando as áreas de produtivas foram adquiridas pela Vickers plc, British Aircraft Corporation, British Shipbuilders e British Steel.

## Atuação
Atuando principalmente na área de equipamentos de militares, teve como foco a produção de armamentos, construção naval, fabricação de veículos militares e aeronaves militares, mísseis e outras armas, aeronaves comerciais, equipamentos industriais pesados e motores marítimos.

## Histórico
A Vickers se fundiu com a empresa de engenharia Armstrong Whitworth, com sede em Tyneside, fundada por William Armstrong, para se tornar a Vickers-Armstrongs. Armstrong Whitworth e Vickers desenvolveram-se ao longo de linhas semelhantes, expandindo-se para vários setores militares e produzindo todo um conjunto de produtos militares. Armstrong Whitworth era notável por sua manufatura de artilharia em Elswick e construção de navios em um estaleiro em High Walker no rio Tyne.
1929 viu a fusão do negócio ferroviário adquirido com os da Cammell Laird para formar a Metropolitan Cammell Carriage and Wagon (MCCW); Metro Cammell.
Em 1935, antes do início do rearmamento, a Vickers-Armstrongs era a terceira maior empregadora de manufatura na Grã-Bretanha, atrás da Unilever e da ICI.
Em 1956, Dorothy Hatfield se tornou a primeira mulher aprendiz de engenharia na Vickers-Armstrongs (Aeronaves), Brooklands, seguida em 1958 por Janet Gulland, que foi a primeira mulher aprendiz graduada na empresa.

## Ruptura
Em 1960, os interesses das aeronaves foram fundidos com os da Bristol, English Electric e Hunting Aircraft para formar a British Aircraft Corporation (BAC). Esta era detida pela Vickers, English Electric e Bristol (com 40%, 40% e 20%, respetivamente). A BAC, por sua vez, detinha 70% da Hunting. A operação do Supermarine foi encerrada em 1963 e a marca Vickers para aeronaves foi abandonada pela BAC em 1965. De acordo com os termos do Aircraft and Shipbuilding Industries Act 1977, a BAC foi nacionalizada para se tornar parte da British Aerospace (posteriormente BAE Systems).
A Lei das Indústrias de Construção Naval e Aeronáutica também levou à nacionalização da divisão de construção naval da Vickers como parte da British Shipbuilders. Esta divisão foi privatizada como Vickers Shipbuilding & Engineering em 1986, passando posteriormente para a GEC como parte da Marconi Marine e sobrevive até hoje como parte da BAE Systems Submarines.
A Vickers Container and Packaging Machinery Division, incluindo os negócios Vickers Stitcher e Vickers Hardness Machine, foi comprada pela Fords Industrial Products, parte da Barry Wehmiller em 1986. Em 1991, o negócio Vickers Hardness Machinery foi comprado pelos engenheiros de campo da época e continua até hoje como UK Calibrations Limited com sede em Kidderminster. O Vickers Stitcher ainda estava sendo fabricado na Índia em 2005.
A divisão siderúrgica tornou-se parte da British Steel Corporation e os interesses restantes foram alienados como a empresa pública Vickers plc, cujos vários componentes foram posteriormente divididos. O nome Vickers deixou de existir em 2003, quando a Rolls-Royce renomeou suas aquisições para Vickers plc.

## Ramos de atividade

### Armamentos
A Vickers-Armstrongs herdou a metralhadora Vickers de 1912 usada na Primeira Guerra Mundial da Vickers Limited. Havia outras metralhadoras Vickers além do modelo regular refrigerado a água (conhecido universalmente como "Vickers"): a metralhadora Vickers-Berthier (VB) usada pelo exército indiano, a metralhadora Vickers "K" .303 desenvolvida dele, e o canhão da aeronave Vickers "S" 40 mm. Uma metralhadora incomum também feita foi a Vickers Higson.
A Vickers produziu armas maiores, como o canhão Ordnance QF de 2 libras usado em tanques. Em 1948, Vickers comprou o negócio australiano de Charles Ruwolt Ltd por £ 750.000 após a morte de Ruwolt em 1946. Durante a Segunda Guerra Mundial, a empresa de Ruwolt produziu armamentos para o governo australiano, incluindo artilharia de campo, como morteiros e canhões de morteiro.

### Construção naval
Após a fusão de 1927, a empresa possuía um grande estaleiro em cada costa da Grã-Bretanha; o Estaleiro Naval de Vickers em Barrow-in-Furness em Cumbria e o Estaleiro Naval de Armstrong Whitworth em High Walker no rio Tyne. A Vickers-Armstrongs foi um dos fabricantes de navios de guerra mais importantes do mundo. Esses interesses foram renomeados como Vickers-Armstrongs Shipbuilders em 1955, mudando novamente para Vickers Limited Shipbuilding Group em 1968. O estaleiro Barrow foi nacionalizado e tornou-se parte da British Shipbuilders em 1977, foi privatizado como VSEL em 1986 e permanece em operação até hoje como BAE Systems Submarines. Enquanto isso, o estaleiro naval em High Walker no rio Tyne passou para Swan Hunter em 1968, foi nacionalizado e tornou-se parte da British Shipbuilders em 1977, foi privatizado ainda como Swan Hunter em 1986, mas fechou durante os anos 1980.
A Vickers-Armstrong também construiu o hovercraft VA-3.

### Veículos militares
A empresa também era conhecida por seus designs de tanques, começando com o amplamente utilizado Vickers 6-Ton. Ela também produziu o muito influente, sem nunca ter sido produzido em escala, tanque Vickers A1E1 Independent. Um dos projetos mais importantes da empresa foi o tanque de infantaria Valentine, produzido aos milhares na Segunda Guerra Mundial. Os interesses de fabricação de veículos militares foram transferidos para a Vickers plc, e mais tarde passariam para Alvis Vickers, agora parte da BAE Systems Land and Armaments.
Os veículos militares Vickers-Armstrongs notáveis incluem:
- Carden Loyd tankette
- Cruiser Mk I
- Cruiser Mk II
- Vickers 6-ton
- Light Tank Mk VI
- Valentine
- Vickers MBT (e sob licença na Índia como Vijayanta)

### Aviação
A Vickers formou seu Departamento de Aviação em 1911. As participações em aeronaves da Armstrong Whitworth não foram adquiridas na fusão e posteriormente transferidas para o grupo Hawker Aircraft. Em 1928, o Departamento de Aviação tornou-se Vickers (Aviation) Ltd e logo depois adquiriu a Supermarine Aviation Works, que se tornou a Supermarine Aviation Works (Vickers) Ltd e foi responsável pela produção do revolucionário caça Spitfire. Em 1938, ambas as empresas foram reorganizadas como Vickers-Armstrongs (Aircraft) Ltd, e uma nova sede 'art déco' projetada pelo arquiteto C. Howard Crane foi construída em sua fábrica de Brooklands em Surrey, embora as antigas obras de Supermarine e Vickers continuassem a marcar seus produtos com seus nomes anteriores. Em 1960, as participações em aeronaves foram uma das empresas fundadoras que se fundiram para formar a BAC. As atividades de hovercraft da Vickers-Armstrongs foram fundidas com as da Westland Aircraft Company (incluindo as da Saunders-Roe) para formar a British Hovercraft Corporation em 1966, com a Vickers detendo 25% da nova empresa. Westland comprou a participação da Vickers junto com outros sócios em 1970.
A Vickers formou uma subsidiária, a Airship Guarantee Company, sob a direção do Cdr Dennis Burney, exclusivamente com o propósito de produzir o dirigível R100 para o governo.
Entre 1911 e 1970, pouco mais de 16.000 aeronaves foram construídas com o nome Vickers; juntas, as 11.462 aeronaves Wellington e 846 Warwick (que eram estruturalmente semelhantes) representam mais de 75% desse total. 

### Aeronaves militares
A Vickers tornou-se conhecida como fabricante de aeronaves de grande porte em sua fábrica principal em Brooklands, Surrey. No período entre guerras, a empresa produziu o Wellesley, projetado por Rex Pierson usando o princípio da estrutura geodésica do engenheiro estrutural Barnes Wallis. Posteriormente, isso evoluiu para o famoso bombardeiro Wellington, um dos pilares do Comando de Bombardeiros da RAF e do Comando Costeiro da RAF durante a Segunda Guerra Mundial. O bombardeiro Valiant V da era da Guerra Fria foi outro produto da Vickers.
Aeronaves militares com a marca Vickers:
- Vickers R.E.P. Type Monoplane
- Vickers E.F.B.1
- Vickers F.B.5
- Vickers E.S.1
- Vickers E.F.B.7
- Vickers E.F.B.8
- Vickers F.B.11
- Vickers F.B.12
- Vickers F.B.14
- Vickers F.B.16
- Vickers F.B.19
- Vickers F.B.24
- Vickers F.B.25
- Vickers Vampire
- Vickers Vimy
- Vickers VIM
- Vickers Viking
- Vickers Vagabond
- Vickers Vendace
- Vickers Vixen
- Vickers Viget
- Vickers Valparaiso
- Vickers Venture
- Vickers Type 131 Valiant
- Vickers Type 123
- Vickers Type 141
- Vickers Type 143 – a.k.a. Bolivian Scout
- Vickers Jockey
- Vickers Type 161
- Vickers Type 163
- Vickers Type 177
- Vickers Vespa
- Type 121 Wibault Scout
- Vickers Vireo
- Vickers Vellore
- Vickers Virginia
- Vickers Vanox
- Vickers Valentia – 1918 com flutuadores
- Vickers Type 264 Valentia – 1934 avião de carga
- Vickers Vernon
- Vickers Victoria
- Vickers Vildebeest
- Vickers Vincent
- Vickers Type 207
- Vickers Type 253
- Vickers Wellesley
- Vickers Venom
- Vickers Wellington
- Vickers Wellington LN514
- Vickers Warwick
- Vickers Type 432 – interceptador de grande altitude da WWII
- Vickers Windsor
- Vickers Valetta
- Vickers Varsity
- Vickers Valiant

A Vickers também competiu por contratos com os seguintes projetos:
- Victory Bomber
- Vickers Type 559 – interceptador supersônico de grande altitude (década de 1950)
- Vickers Type 010 Swallow – interceptador supersônico (década de 1950)
- Vickers Type 581 - projeto de bombarbeiro de asa móvel (década de 1950)

### Vickers Canada
- Canadian Vickers Vancouver
- Canadian Vickers Vanessa
- Canadian Vickers Varuna
- Canadian Vickers Vedette
- Canadian Vickers Velos
- Canadian Vickers Vigil
- Canadian Vickers Vista

### Mísseis e outras armas
- "Upkeep" e "Highball" bombas ricocheteadoras
- Tallboy bomb
- Grand Slam bomb
- UB.109T  – designada pela empresa como "Vickers 825".
- Blue Boar – bomba planadora ar-terra guiada por TV (década de 1950).
- Green lizard – projeto de míssil ar-terra (década de 1950).
- Orange William – projeto de míssil anti-tanque do final da década de 1950.
- Red Dean – projeto de míssil ar-ar.
- Red Hebe – projeto de míssil ar-ar.
- Vickers Vigilant
- R.A.E. - Vickers Transonic Research Rocket

### Aviões civis
A Vickers foi pioneira na produção de aviões comerciais, os primeiros exemplos sendo convertidos dos bombardeiros Vimy. Pós-Segunda Guerra Mundial, a Vickers passou a fabricar o avião Vickers VC.1 com motor a pistão, os aviões turboélice Viscount e Vanguard e (como parte do BAC) o avião a jato VC10, que foi usado no serviço RAF como um tanque de reabastecimento aéreo até 2013
- Vickers Vimy Commercial
- Vickers Vulcan (1920s)
- Vickers Type 170 Vanguard (1923)
- Vickers Viastra
- Vickers Vellox
- Vickers VC.1 Viking
- Vickers Viscount
  - Vickers Viscount (variantes)
- Vickers Vanguard
- Vickers V-1000 – não completado
- Vickers VC10

### Motores marítimos
A Vickers-Armstrongs foi um dos poucos fabricantes britânicos de motores marítimos a diesel, principalmente para os submarinos da Royal Navy S, T e da Estônia Kalev durante a Segunda Guerra Mundial.

### Rifles civis esportivos e de tiro ao alvo
Após a Grande Guerra, a Vickers precisou diversificar quando os contratos militares terminaram. Entre a Primeira e a Segunda Guerra Mundial, eles introduziram vários rifles e espingardas de tiro ao alvo e tiro esportivo, sendo que os mais bem-sucedidos foram seus rifles de tiro ao alvo de fogo circular calibre 22 de pequeno porte. Esses eram competidores sérios para os produtos equivalentes da Birmingham Small Arms, e os rifles de alvo Vickers .22 estavam no topo dos resultados das principais competições por mais de uma década. Inicialmente, esses rifles foram nomeados exclusivamente para Vickers, mas, após a fusão de 1927 com Armstrongs, eles se tornaram produtos Vickers Armstrongs.